# Каштел-Новий
Каштел-Новий (хорв. Kaštel Novi) — населений пункт у Хорватії, у Сплітсько-Далматинській жупанії у складі міста Каштела.

## Населення
Населення за даними перепису 2011 року становило 6 411 осіб.
Динаміка чисельності населення поселення:

## Клімат
Середня річна температура становить 14,94 °C, середня максимальна – 29,00 °C, а середня мінімальна – 1,78 °C. Середня річна кількість опадів – 792 мм.
| Клімат поселення                              | Клімат поселення | Клімат поселення | Клімат поселення | Клімат поселення | Клімат поселення | Клімат поселення | Клімат поселення | Клімат поселення | Клімат поселення | Клімат поселення | Клімат поселення | Клімат поселення | Клімат поселення |
| Показник                                      | Січ.             | Лют.             | Бер.             | Квіт.            | Трав.            | Черв.            | Лип.             | Серп.            | Вер.             | Жовт.            | Лист.            | Груд.            |                  |
| Середній максимум, °C                         | 10,47            | 11,23            | 14,14            | 17,43            | 22,26            | 26,28            | 29,00            | 28,86            | 24,45            | 19,79            | 14,34            | 11,00            |                  |
| Середня температура, °C                       | 6,12             | 6,88             | 9,80             | 13,10            | 17,92            | 21,93            | 25,01            | 24,88            | 20,47            | 15,81            | 10,37            | 7,02             |                  |
| Середній мінімум, °C                          | 1,78             | 2,55             | 5,43             | 8,76             | 13,59            | 17,58            | 21,03            | 20,90            | 16,48            | 11,83            | 6,39             | 3,05             |                  |
| Норма опадів, мм                              | 70               | 60               | 68               | 69               | 56               | 51               | 32               | 46               | 71               | 84               | 100              | 85               |                  |
| Середньомісячна швидкість вітру, м/с          | 3.27             | 3.46             | 3.53             | 3.28             | 2.90             | 2.63             | 2.67             | 2.53             | 2.86             | 2.99             | 3.66             | 3.59             |                  |
| Середньомісячна сонячна радіація, кДж/м²·день | 5441             | 8192             | 11812            | 16409            | 20389            | 22924            | 24503            | 21592            | 16016            | 10397            | 5874             | 4630             |                  |
| --------------------------------------------- | ---------------- | ---------------- | ---------------- | ---------------- | ---------------- | ---------------- | ---------------- | ---------------- | ---------------- | ---------------- | ---------------- | ---------------- | ---------------- |
| Джерело:                                      |                  |                  |                  |                  |                  |                  |                  |                  |                  |                  |                  |                  |                  |